# Mary Jane Reoch
Mary Jane Reoch (Filadelfia, 2 de enero de 1945–Dallas, 11 de septiembre de 1993) fue una deportista estadounidense que compitió en ciclismo en la modalidad de pista. Ganó dos medallas en el Campeonato Mundial de Ciclismo en Pista, plata en 1975 y bronce en 1976.

## Medallero internacional
| Campeonato Mundial | Campeonato Mundial          | Campeonato Mundial | Campeonato Mundial     |
| Año                | Lugar                       | Medalla            | Competición            |
| ------------------ | --------------------------- | ------------------ | ---------------------- |
| 1975               | Rocourt (Bélgica)           | Medalla de plata   | Persecución individual |
| 1976               | Monteroni di Lecce (Italia) | Medalla de bronce  | Persecución individual |